# Otávio e as Letras
Otávio e as Letras é um filme de drama brasileiro de 2008, dirigido por Marcelo Masagão. O romance, protagonizado por Donizete Mazonas e Arieta Corrêa, conta a história de um homem solitário apaixonado por poesias e de uma jovem fotógrafa que gosta de observar seus vizinhos.

## Enredo
Otávio e as Letras conta a história de Otávio, um paulista completamente solitário que se satisfaz com atividades simples, como rabiscar livros, ler poesias e deixar pacotes com surpresas nas ruas, para que alguém o encontre e se sinta feliz. Concomitantemente, Clara é uma jovem fotógrafa que se agrada com pequenas coisas: ela procura informações triviais e observa seus vizinhos à distância.

## Elenco
- Donizete Mazonas - Otávio
- Arieta Corrêa - Clara
- Fábio Malavoglia - Arthur, o taxista
- Heitor Goldflus - Porteiro
- Nilce Costomski - Freira